# Computergenealogie (Zeitschrift)
Die Zeitschrift Computergenealogie wird vom Verein für Computergenealogie herausgegeben und erscheint vierteljährlich. Thematisch befasst sie sich allgemein mit Meldungen aus dem Bereich der Genealogie, Methodiken der genealogischen Forschung, Genealogieprogrammen, Präsentation genealogischer Forschungsergebnisse und Quellen im Internet.